# Volkswagen Karmann Ghia
Volkswagen Karmann Ghia – niemiecki samochód sportowy produkowany w latach 1955–1974 przez firmę nadwoziową Karmann w oparciu o podzespoły Volkswagena. Typ 14 bazował na podwoziu VW Typ 1 (VW Garbus), a produkowany pomiędzy 1962 a 1969 większy typ 34 – na podwoziu VW Typ 3. Volkswagen Karmann Ghia ma silnik chłodzony powietrzem i nie ma chłodnicy.
Wyprodukowano około 360 000 egzemplarzy coupé oraz ponad 80 000 kabrioletów. Samochód ten, poprzez sieć sprzedaży VW, trafiał do klientów z wszystkich kontynentów świata. Idea powstania tego sportowego samochodu na bazie niezwykle popularnego Garbusa pochodziła od Wilhelma Karmanna, którego firma produkowała już dla firmy VW Garbusa w wersji kabriolet. Po uzyskaniu gotowego projektu nadwozia od włoskiej firmy projektowej Ghia z Turynu, został zaprezentowany firmie VW wstępny projekt samochodu pod marką Karmann Ghia. Założenia dla konstrukcji tego samochodu były proste i czytelne: zbudować dobrze wyglądający samochód sportowy z użyciem tak wielu elementów z Garbusa jak to tylko możliwe.

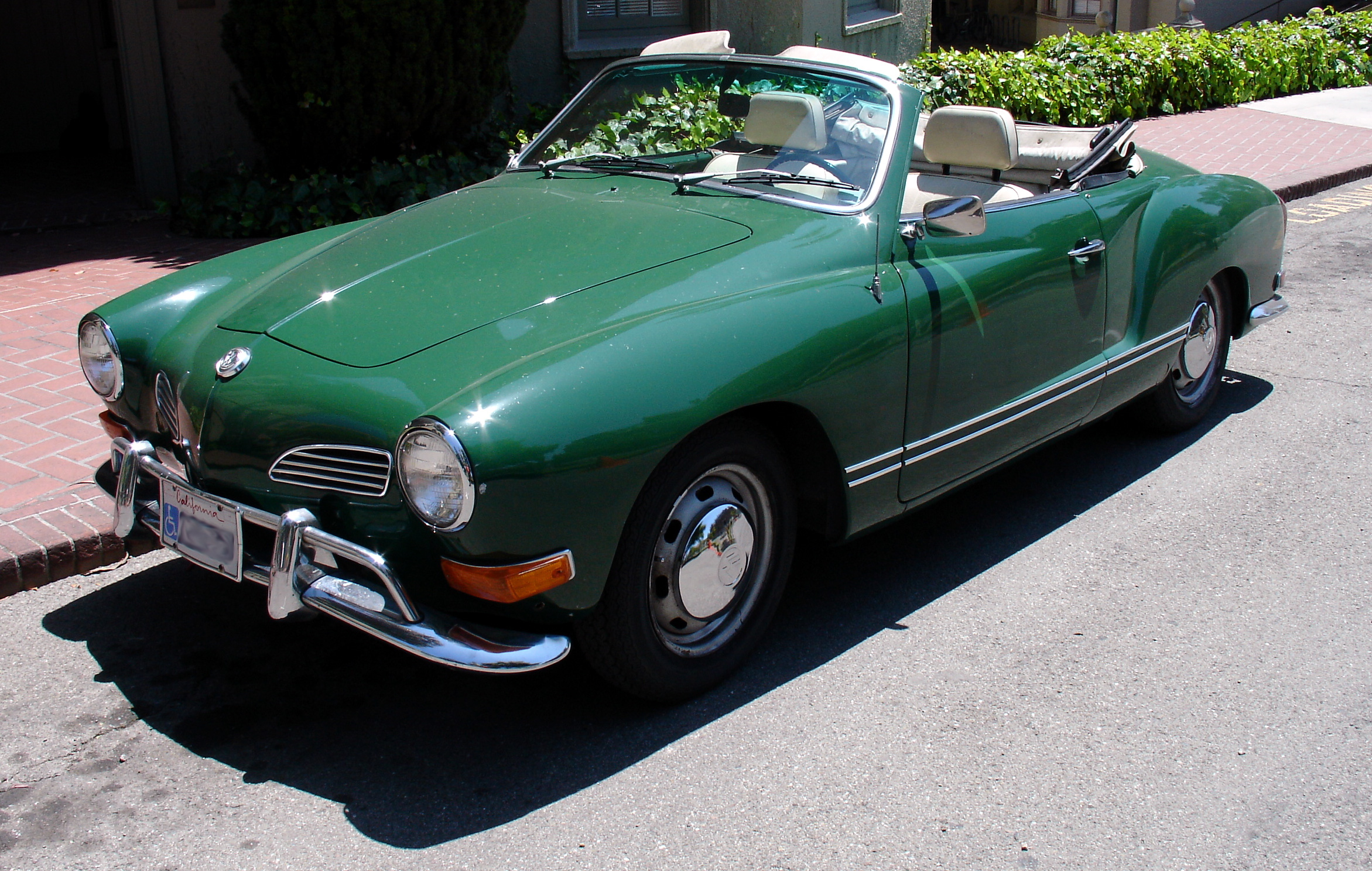
Volkswagen Karmann Ghia w wersji kabriolet